# 呂用之
呂用之（？—887年），鄱陽（江西省鄱陽縣）安仁里人，唐末术士、权臣。

## 生平
其父呂璜以賣茶為生，穿梭於淮河南北和浙江之間。呂用之早孤，依附舅家，因犯罪亡命九華山，師事方士牛弘徽。自稱學得「點石成金、役使鬼神之術」，於廣陵市場上賣藥为生。淮南节度使刘邺法办巫蛊者，吕用之害怕，逃到江浙，正逢高骈求長生術，就去造訪高骈的部将俞公楚，得以谒见，高駢甚喜，遂延入幕府。駢好“神仙”之術，呂用之又介紹同夥張守一、諸葛殷等人給高駢，從此高駢日日修習道術，疏於過問政事。众将也被高骈剥夺兵权甚至杀害，因此责怪俞公楚。俞公楚因而规劝吕用之收敛行为，吕用之反而恨他，也恨经常为难自己的姚归礼，便趁俞、姚二将出兵平乱，骗庐州刺史杨行愍二将是要袭击他，杨行愍信以为真，伏兵全歼了二将的军队，吕用之又奏称二将谋乱被诛，高骈也信了。
呂用之專斷獨行，宿將多為所誅，上下離心，“有异己者，纵谨静端默，亦不免其祸，破灭者数百家。将校之中，累足屏气焉。”中和四年秋，有商人劉損携同家眷至揚州，其妻裴氏有國色。吕用之將刘损投入狱中，霸占裴氏。吕用之在淮南官至右都押牙、和州刺史，与张守一分任左右莫邪军使。高骈的侄子高澞弹劾吕用之二十大罪，吕用之却说这是高澞因为先前借钱不果而怀恨陷害，高骈于是驱逐高澞，外放为舒州刺史，当高澞屡次被变军所败，就处决了高澞。
光启二年（886年），在长安称帝的李煴以吕用之为检校兵部尚书、兼广州刺史、岭南东道节度使。吕用之无意赴任，但以此为由自以为节度使，建设府邸，且与高骈的相当。当高骈意识到吕用之势力太大时，他已经没有能力铲除他了。吕用之发觉高骈对他失去信任，也就图谋杀害高骈，夺取淮南。
黃巢降將畢師鐸有一愛妾，呂用之趁畢師鐸外出，闖入畢府強姦得逞，師鐸敢怒不敢言。光启三年（887年）畢師鐸遂反，聯合諸將，返攻揚州。高骈得知实情，當面責難吕用之。吕用之率兵闯入高骈府邸，被其责难，倉惶出逃。虽能抵御毕师铎进攻，但被高骈从子高杰攻打，于是奔归他以高骈名义召来平乱的杨行密（即杨行愍）处，不久故態復萌。他谎称城内有自己私藏的银子可以犒军，杨行密破城后，他却未能拿出银子。被楊行密腰斬處死於三橋，族滅，同伙張守一亦被斬殺。
呂用之死後，仇家將他屍體酼刑，即剁成肉醬。